# Fontana dell’Acqua Felice
A Fontana dell'Acqua Felice barokk szökőkútja Róma történelmi központjában, a Quirinalis dombon, a Santa Maria della Vittoria (Róma) és a San Bernardo alle Terme-templom közelében épült 1585 és 1588 között V. Szixtusz pápa megrendelésére. Nevét a pápa polgári keresztnevéről (Felice Peretti volt a neve pápává választása előtt) kapta. A pápa kedvenc építésze, Domenico Fontana tervezte.

## Története
V. Szixtusz nagy figyelmet fordított a római vízművek helyreállítására. Uralkodása kezdetén már csak egy működött az ókori vízvezetékek közül, az Aqua Vergine. Csak ennek a végpontjánál, a mai Trevi-kút közelében lehetett a városban friss, tiszta ivóvízhez jutni. A pápa több másik régi vízvezetéket helyreállíttatott, köztük az Aqua Alessandrinát, amit magáról Acqua Felice nek nevezett el. Ennek a végpontjához helyeztette ezt a barokk stílusban díszletszerű falba épített szökőkutat, ami az első lett a maga nemében.
A fal-szökőkút a római diadalívek alakját idézi. Feliratai a korabeli szokás szerint építtetőjét, a pápát dicsőítik. A fal három fülkéjében ószövetségi szereplők szobrai helyezkednek el. A központi alak Mózesé, ennek alkotói Leonardo Sormani és Prospero da Brescia voltak. Balra Áron szobrát Giovanni Battista della Porta, jobbra Józsué próféta (más források szerint Gideon vezér) alakját Flaminio Vacca és Pietro Paolo Olivieri mintázta meg. A medence előtt fekvő oroszlánokat a Vatikáni Múzeumban lévő egyiptomi eredetik után faragták. 

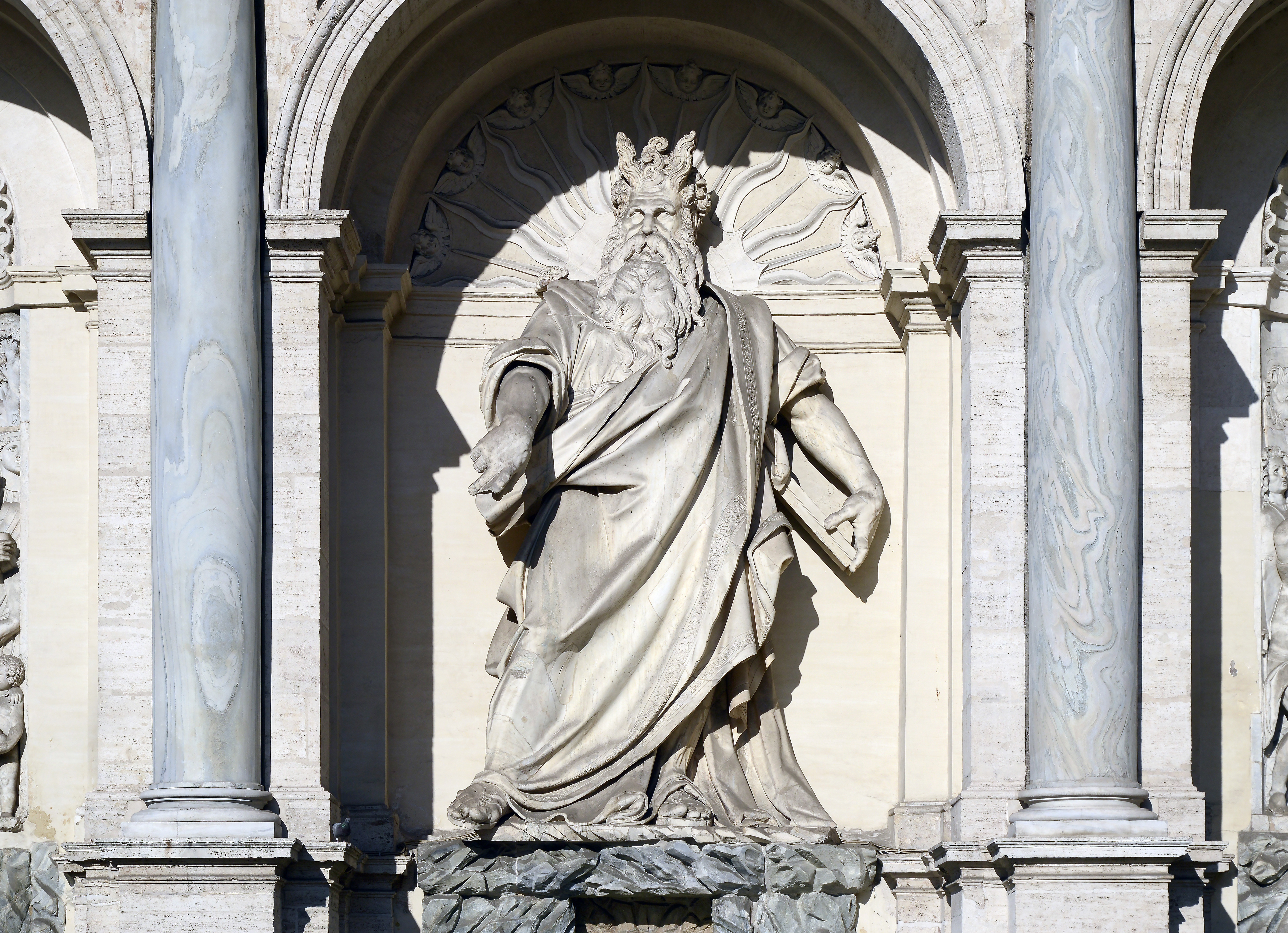
Fontana dell’Acqua Felice, Mózes szobra

Mózes szobrát már megalkotása után sok kritika érte elnagyolt, merev alakja miatt. A kút mindenesetre friss vizet hozott a környék lakói számára.